# The Maisonettes
The Maisonettes was een Engelse popband bestaande uit Lol Mason, voormalig zanger van City Boy, toetsenist Mark Tibenham en drummer Nick Parry. De band was actief van 1982 tot 1984 en vooral bekend van hun hitsingle "Heartache Avenue".
De band werd in 1982 opgericht in Birmingham. De debuutsingle van de groep, "Heartache Avenue", bereikte begin 1983 nummer 7 in de UK Singles Chart, nummer 16 in de Nationale Hitparade en nummer 12 in de Nederlandse Top 40 en de Canadese hitlijst. In de BRT Top 30 werd de negende plek gehaald. De demo van de band werd opgemerkt door producent David Virr, die "Heartache Avenue" uitbracht op zijn eigen label Ready Steady Go! etiket. 
De opvolger, "Where I Stand" haalde alleen bescheiden succes in de UK Independent Chart. In 1984 bracht de band het album Maisonettes for Sale uit. Hier stond "Heartache Avenue" en tien andere nummers op. Van dit album werden nog enkele singles uitgebracht maar geen enkele single wist de hitlijsten te halen. In 1984 hield de groep op te bestaan.
Op 31 juli 2019 overleed Lol Mason op 69-jarige leeftijd aan een hartaanval.

## Discografie

### Album
- Maisonettes for Sale (Ready Steady Go!, 1983)

### NPO Radio 2 Top 2000
Van The Maisonettes stond alleen Heartache Avenue in 1999 in de NPO Radio 2 Top 2000, op plek 1798.